# Gardaschlinge
Die Gardaschlinge oder Gardaklemme wird als Rücklaufsperre dort angewendet, wo ein Seil bei Zug in eine Richtung blockieren, in die andere Richtung aber gleiten soll. Sie bietet den großen Vorteil, mittels üblicherweise mitgeführten Hilfsmitteln des Sport- und technischen Kletterns realisiert werden zu können. Benötigt werden zwei baugleiche Karabiner in einer Schlaufe des Expresssets, ersatzweise eines Reepschnur-Stropps. Die fertige Gardaschlinge blockiert bei Zug am Lastseil. Das System ist einfach, die Sicherheit ist vom konkreten Zusammenspiel der verwendeten Karabiner und des Seils abhängig, im Idealfall aber gegeben. Ein Nachteil ist, dass die Klemmung erst bei Entlastung des Lastseiles gelöst werden kann.

## Anwendung
Die Gardaschlinge wird beim Flaschenzug als Rücklaufsperre eingesetzt. Dadurch wird das Lastseil nach jedem Hub blockiert. Die Umlenkung oder Seilrolle kann dann für einen weiteren Hub verschoben werden, und so sind auch längere Hubwege beim Aufzug von Lasten zu bewältigen. 
Die Gardaschlinge wird insbesondere in der Bergrettung, bei der Spaltenbergung auf Gletschern und bei der Höhenrettung eingesetzt, beispielsweise beim Schweizer Flaschenzug, bei der Selbstseilrolle oder der Münchhausentechnik.

## Knüpfen
Zwei baugleiche Karabinerhaken werden gleichliegend in ein Ende einer Expressschlinge eingehängt und das Seil in die beiden Karabiner eingelegt. Das Zugseil, in dessen Zugrichtung das Seil gleiten soll, (im Bild nach unten herauslaufend) wird parallel und in gleicher Laufrichtung zum Lastseil noch ein zweites Mal in den Karabinerhaken eingelegt, in den das Lastseil hineinläuft. Dieses Mal wird es aber nur in einen Karabiner eingehängt und dann zwischen den beiden Karabinern wieder herausgeführt.

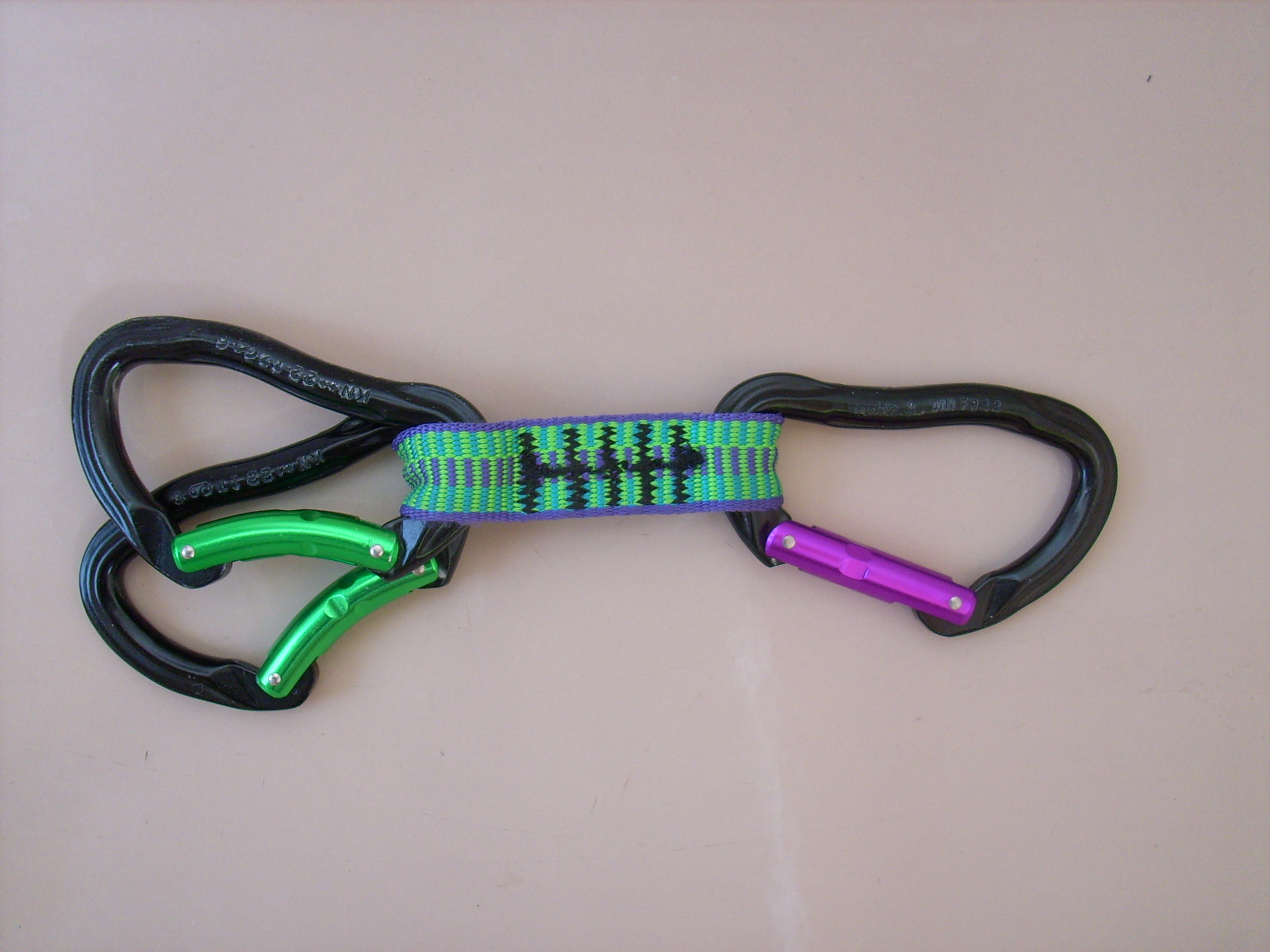
2 baugleiche Karabiner in einer Expressschlinge
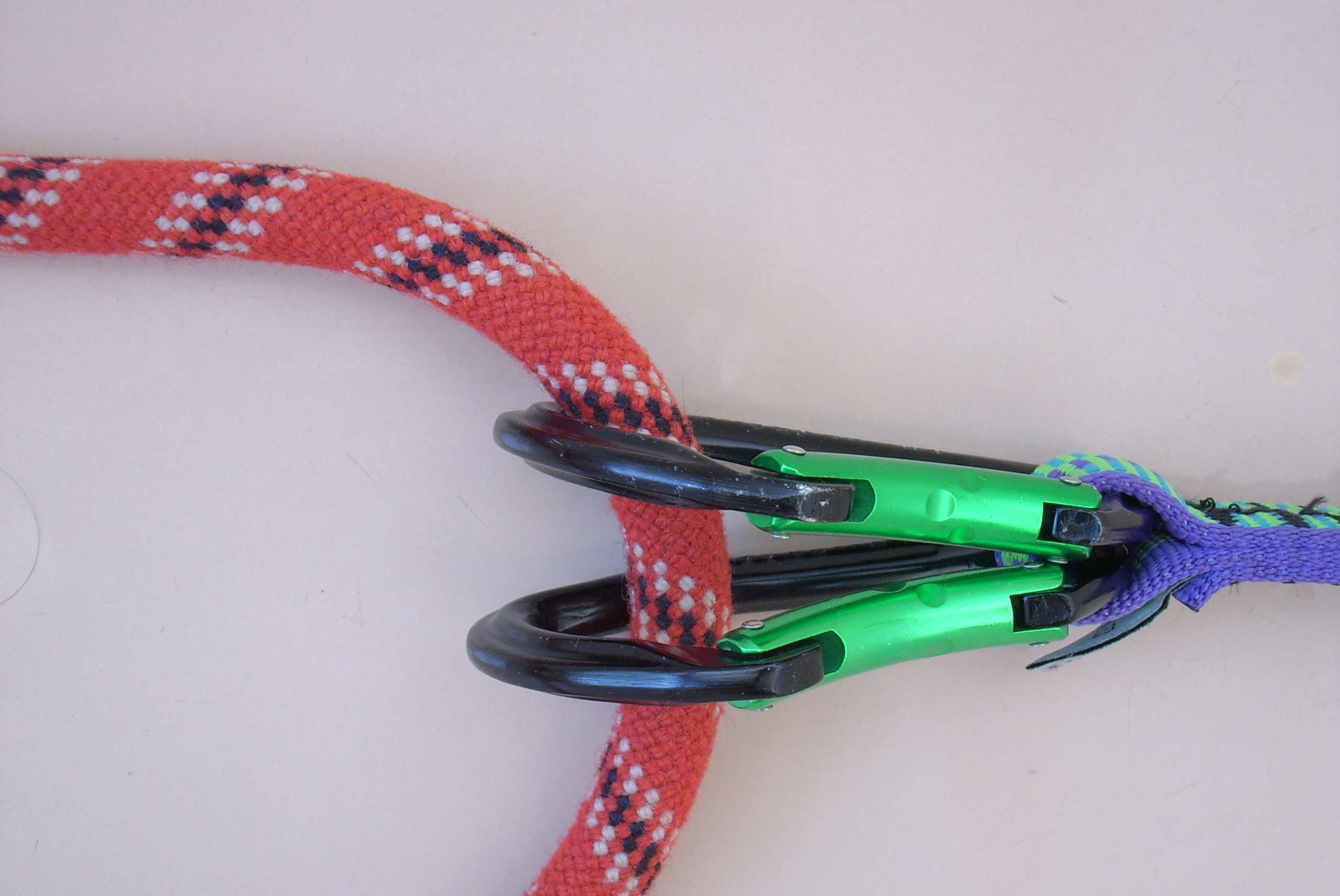
Seil einlegen: das Lastseil kommt von links
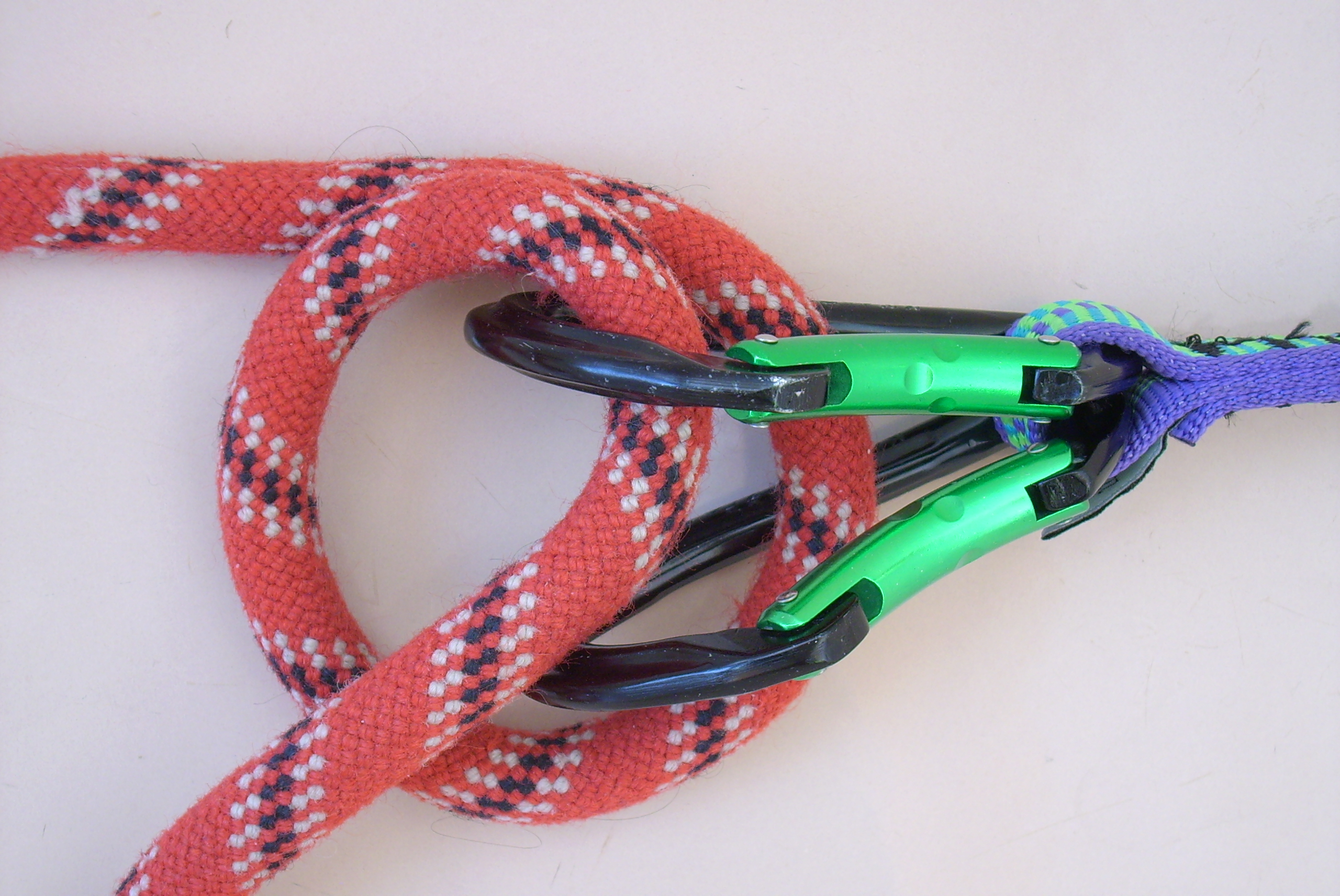
Zugseil einlegen: parallel zum Lastseil nochmals in den Lastseilkarabiner und zwischen die Karabiner geklemmt
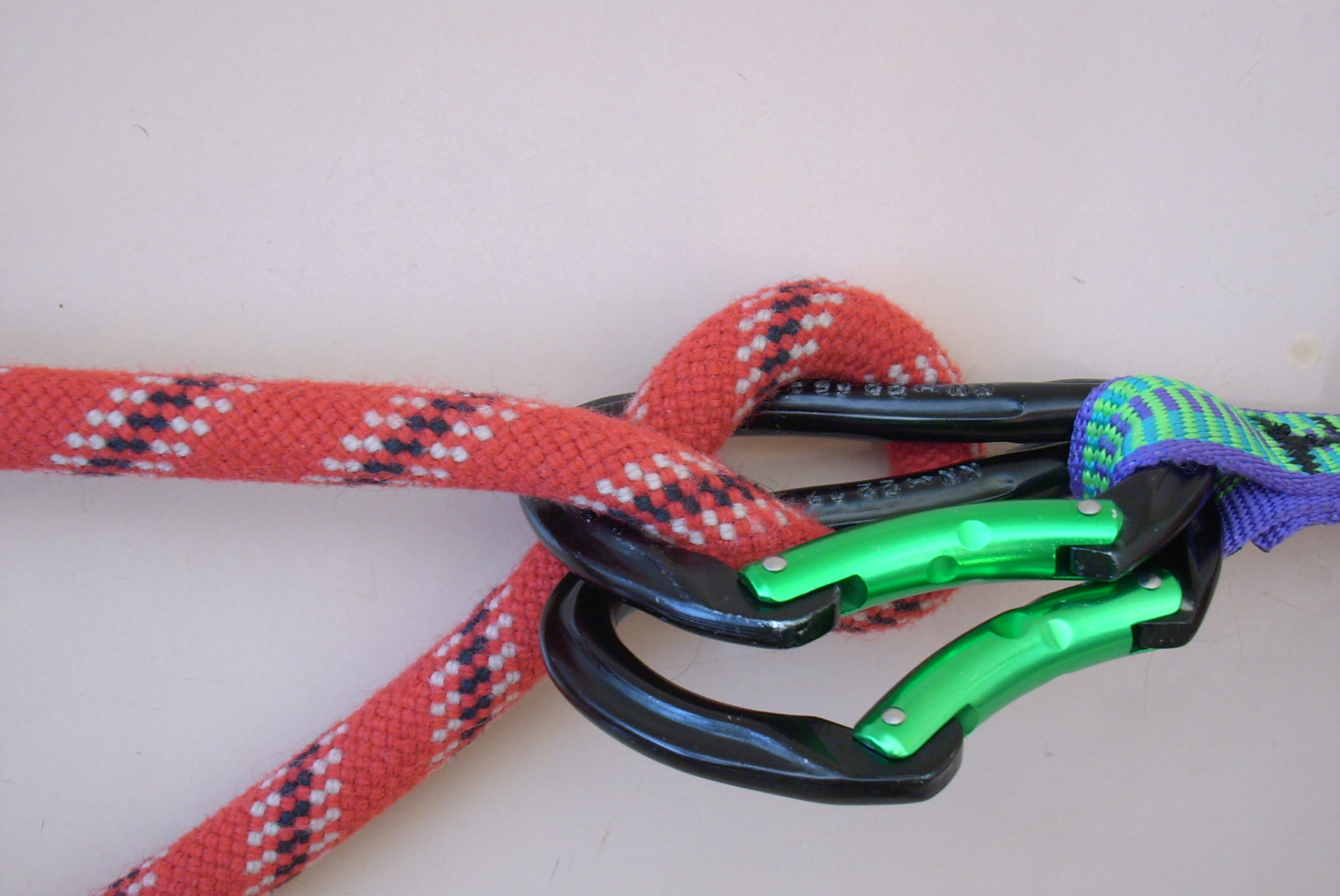
Die fertige Gardaschlinge blockiert bei Zug am Lastseil

## Alternativen
- Eine preisgünstige Rücklaufsperre ist eine Reepschnur mit Prusikknoten bzw. anderer Klemmknoten Die Anwendung ist aber umständlicher, weil der Knoten nach jedem Hub von Hand nachgeschoben werden muss. Das macht ihn auch unsicherer, weil dafür eine zusätzliche Hand gebraucht wird.
- Wenn keine baugleichen Karabiner vorhanden sind, kann eine Rücklaufsperre mit einer Luttensee-Klemme[2]  realisiert werden.
- Rücklaufsperre mit einem Abseilachter und einem Karabiner als Kara-Acht-Schlinge.
- Halbmastwurf mit Rücklaufsperre[3]
- Eine mechanische Rücklaufsperre ist die Seilklemme (Brustklemme) oder die Steigklemme.
- Es gibt Seilrollen mit eingebauter Rücklaufsperre.
- Besonders leichtgewichtig aber weniger seilschonend ist der Tibloc.

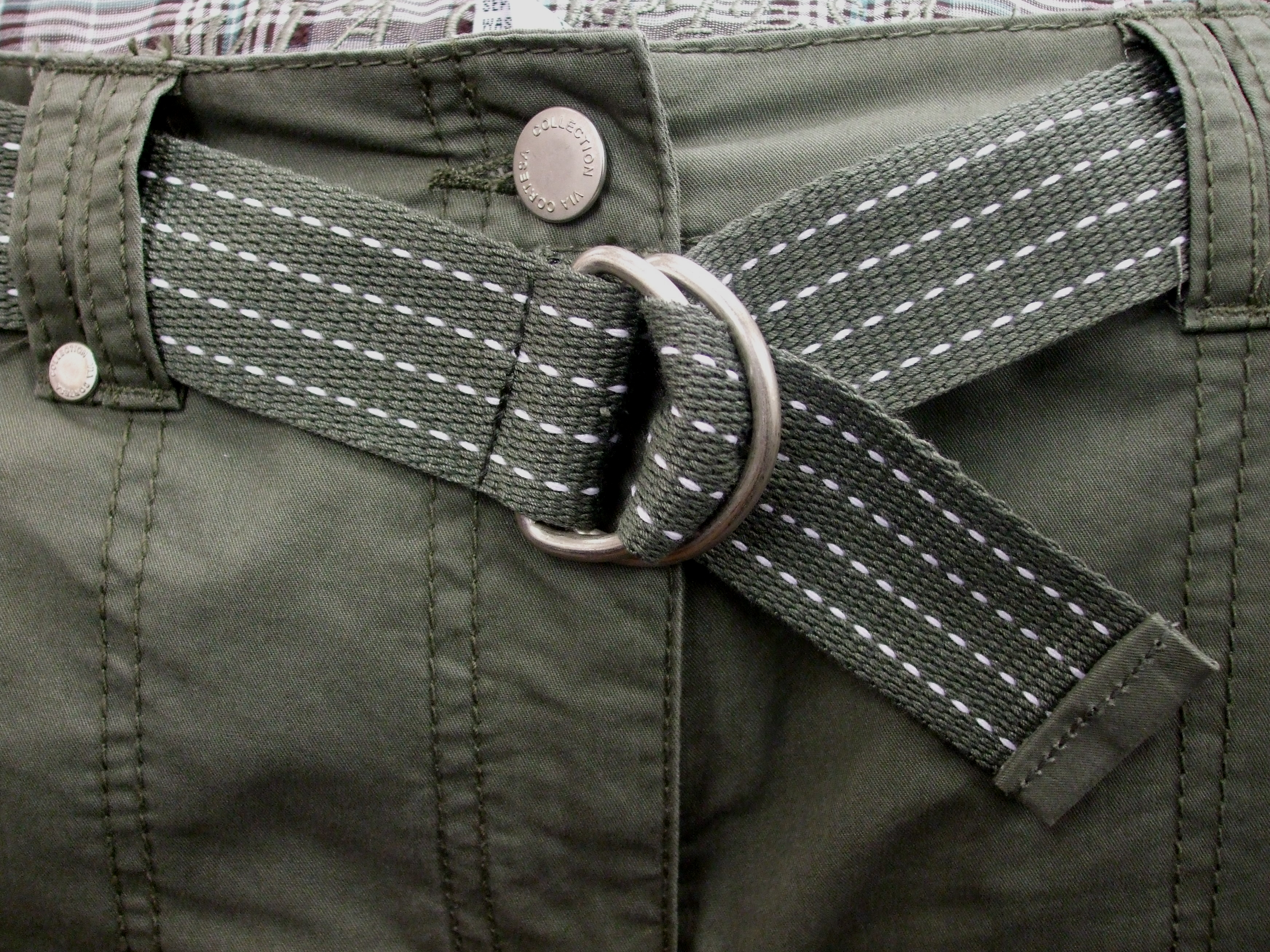
DD-Klemmringe am Gürtel

- Bei Gürteln wird ein ähnlicher Klemm-Mechanismus verwendet, der Doppel-„D“-Klemmgürtel